# 1886년 이탈리아 총선
1886년 이탈리아 총선은 이탈리아 하원 508인을 선출하기 위한 첫 선거로 1886년 5월 23일 1차 투표, 5월 30일 2차 투표가 치러졌다. 여당에 해당되는 역사적 좌파 진영이 508석 중 292석을 차지하여 원내 제1당을 유지하였다.
지난 1882년 이탈리아 총선과 마찬가지로 한 선거구당 2~5석의 중선거구제로 시행되었다.

## 상세
여당 세력인 역사적 좌파는 아고스티노 데프레티스 총리가 이끌고 있었다. 데프레티스는 1876년~1879년 총리를 역임하였으며 1881년부터 장기 집권에 들어가 있었다. 제2세력인 역사적 우파는 시칠리아 출신의 보수 성향 의원 안토니오 스트라바 디 루디니가 이끌었다. 제3세력은 역사적 극좌로서 이탈리아 유명 시인 펠리체 칼바로티가 이끌었다.
선거 결과 좌파 정권이 508석 중 292석을 차지하며 제1세력을 유지하였으며, 우파 세력은 145석으로 제2세력을 유지했다. 선거 후 국왕 움베르토 1세가 아고스티노 데프레티스를 총리로 임명하였다.

## 참여 정당
| 정당 | 정당        | 성향     | 대표                  |
| ---- | ----------- | -------- | --------------------- |
|      | 역사적 좌파 | 자유주의 | 아고스티노 데프레티스 |
|      | 역사적 우파 | 보수주의 | 실비오 스파벤타       |
|      | 역사적 극좌 | 급진주의 | 펠리체 카발로티       |
|      | 반대파 좌파 | 진보주의 | 주세페 차나르델리     |

## 선거 결과
|                       |             |         |   |           |      |
| 정당                  | 정당        | 득표수  | % | 의석수    | 변화 |
|                       | 역사적 좌파 |         |   | 292 / 508 | +3   |
|                       | 역사적 우파 |         |   | 145 / 508 | -2   |
|                       | 역사적 극좌 |         |   | 45 / 508  | +1   |
|                       | 반대파 좌파 |         |   | 26 / 508  | +7   |
| 총합                  | 총합        |         |   | 508       | 0    |
| 유효표                | 1,399,072표 | 98.82%  |   |           |      |
| 무효표                | 16,729표    | 1.18%   |   |           |      |
|                       |             |         |   |           |      |
| 총 투표수             | 1,415,801표 | 100.00% |   |           |      |
| 유권자 (투표율)       | 2,420,327표 | 58,50%  |   |           |      |
| 출처: Nohlen & Stöver |             |         |   |           |      |